# Catriel Cabellos
Jeffrey Catriel Cabellos Vásquez (Buenos Aires, 18 de agosto de 2004) es un futbolista argentoperuano que juega como mediocentro y su equipo actual es Sporting Cristal de la Liga 1 del Perú.

## Trayectoria

### Inicios
Catriel nació en Buenos Aires en 2004, de padre peruano y madre argentina con raíces paraguayas, es hermano mayor del también futbolista Axel Cabellos. Con apenas 4 años fue inscrito en una escuela de fútbol de su localidad natal, a los 7 años fue a probarse a las divisiones menores del Racing Club, donde fue seleccionado de entre más de 100 chicos. En dicho club realizó todas las inferiores y firmó su primer contrato como profesional en enero de 2022, con una cláusula de salida de 20 millones de euros.

### Racing Club
El 2 de noviembre de 2022, integró la nómina de citados para el partido frente a Tigre por el Trofeo de Campeones de la Liga Profesional. El 6 de noviembre de 2022 se consagró campeón por primera vez en su carrera con Racing Club al ganar el Trofeo de Campeones 2022, cabe destacar que, aunque estuvo en lista 2 veces, no pudo jugar ningún partido.
Su debut en la Primera División fue ante Talleres de Córdoba, el 8 de mayo de 2023, en la derrota por 4 a 2 en la jornada 15 del campeonato argentino. Debutó en Copa Libertadores el 24 de mayo en la victoria por 2 a 1 frente a Aucas de Ecuador.

## Selección nacional
Cabellos ha conformado la plantilla de los seleccionados argentinos sub-17, sub-20 y sub-23. Representó a la Albiceleste en los Juegos Suramericanos de 2022. Mientras que, por Perú, integró la selección sub-20. Fue convocado a la selección mayor en marzo de 2025, para los partidos contra Bolivia y Venezuela, válidos por las clasificatorias de la Copa Mundial de Fútbol de 2026; sin embargo, no llegó a debutar.

## Estadísticas

### Clubes
Actualizado de acuerdo al último partido jugado el 29 de mayo de 2024.
| Club                    | Div.          | Temporada     | Liga  | Liga  | Liga   | Copas nacionales | Copas nacionales | Copas nacionales | Torneos internacionales | Torneos internacionales | Torneos internacionales | Total | Total | Total  |
| Club                    | Div.          | Temporada     | Part. | Goles | Asist. | Part.            | Goles            | Asist.           | Part.                   | Goles                   | Asist.                  | Part. | Goles | Asist. |
| ----------------------- | ------------- | ------------- | ----- | ----- | ------ | ---------------- | ---------------- | ---------------- | ----------------------- | ----------------------- | ----------------------- | ----- | ----- | ------ |
| Racing Club Argentina   | 1.ª           | 2023          | 5     | 0     | 1      | 1                | 0                | 0                | 1                       | 0                       | 0                       | 7     | 0     | 1      |
| Racing Club Argentina   | Total club    | Total club    | 5     | 0     | 1      | 1                | 0                | 0                | 1                       | 0                       | 0                       | 7     | 0     | 1      |
| Alianza Lima · Perú     | 1.ª           | 2024          | 31    | 6     | 4      | 0                | 0                | 0                | 6                       | 0                       | 0                       | 37    | 6     | 4      |
| Alianza Lima · Perú     | Total club    | Total club    | 31    | 6     | 4      | 0                | 0                | 0                | 6                       | 0                       | 0                       | 37    | 6     | 4      |
| Sporting Cristal · Perú | 1.ª           | 2025          |       |       |        |                  |                  |                  |                         |                         |                         |       |       |        |
| Sporting Cristal · Perú | Total club    |               |       |       |        |                  |                  |                  |                         |                         |                         |       |       |        |
| Total carrera           | Total carrera | Total carrera | 36    | 6     | 5      | 1                | 0                | 0                | 7                       | 0                       | 0                       | 44    | 6     | 5      |
| 1. 2. 3.                |               |               |       |       |        |                  |                  |                  |                         |                         |                         |       |       |        |

## Palmarés
| Título              | Club        | País      | Año  |
| ------------------- | ----------- | --------- | ---- |
| Trofeo de Campeones | Racing Club | Argentina | 2022 |